# Chloroceryle
Chloroceryle is een geslacht van vogels uit de familie van de ijsvogels (Alcedinidae). De wetenschappelijke naam van het geslacht is voor het eerst geldig gepubliceerd in 1848 door Kaup.

## Soorten
De volgende soorten zijn bij het geslacht ingedeeld:
- Chloroceryle aenea – Groene dwergijsvogel
- Chloroceryle amazona – Amazoneijsvogel
- Chloroceryle americana – Groene ijsvogel
- Chloroceryle inda – Groen-bruine ijsvogel